# Ambassade du Maroc en Suisse
L'ambassade du Maroc en Suisse est la représentation diplomatique du royaume du Maroc auprès de la Suisse. Elle est située au Helvetiastrasse 42 3005 Berne, la capitale du pays.
Son ambassadeur est, depuis 13 octobre 2016, Lahcen Azoulay.

## Liste des ambassadeurs du Maroc
| Nom                     | fonction          | date de début de mission | date de remise des lettres de créance | date de fin de mission | Rois du Maroc         |
| ----------------------- | ----------------- | ------------------------ | ------------------------------------- | ---------------------- | --------------------- |
| Mokhtar Hadj Nassar     | Chargé d'Affaires | 1959                     |                                       | 1961                   | Mohammed V/Hassan II  |
| Mohamed Amor            | Ambassadeur       | 1 août 1961              |                                       | 20 août 1964           | Hassan II             |
| Abdelkader Laraki       | Ambassadeur       | 1964                     |                                       | 26 mai 1967            | Hassan II             |
| Nacer El Fassi          | Ambassadeur       | 5 juillet 1967           | 9 août 1967                           |                        | Hassan II             |
| Mohamed Bennani Smires  | Ambassadeur       | 12 février 1972          | 24 mai 1972                           |                        | Hassan II             |
| Abderrahmane Benomar    | Ambassadeur       |                          | 19 décembre 1980                      | 22 avril 1985          | Hassan II             |
| Ali Benjelloun          | Ambassadeur       | 31 octobre 1985          |                                       | 1988                   | Hassan II             |
| Ali Boji                |                   | 1989                     |                                       | 1990                   | Hassan II             |
| Boubker Cherkaoui       | Ambassadeur       | 18 septembre 1990        |                                       |                        | Hassan II             |
| Tahar Nejjar            | Ambassadeur       | 3 février 1995           | 10 mars 1995                          |                        | Hassan II             |
| Abdelmajid Alem         | Ambassadeur       | 23 février 1998          | 4 mai 19989 juin 2000                 |                        | Hassan II/Mohammed VI |
| Mohamed Guedira,        | Ambassadeur       | 5 février 2003           | 8 avril 2003                          |                        | Mohammed VI           |
| Mohammed Saïd Benryane, | Ambassadeur       | 21 janvier 2009          | 10 mars 2009                          |                        | Mohammed VI           |
| Lahcen Azoulay          | Ambassadeur       | 13 octobre 2016,         | 13 décembre 2016                      |                        | Mohammed VI           |

## Marocains résidant en Suisse
La communauté marocaine résidant en Suisse est estimée à 15.319 personnes en 2018 selon le Ministère délégué chargé des marocains résidant à l’étranger.